# Arschan (Tuwa)

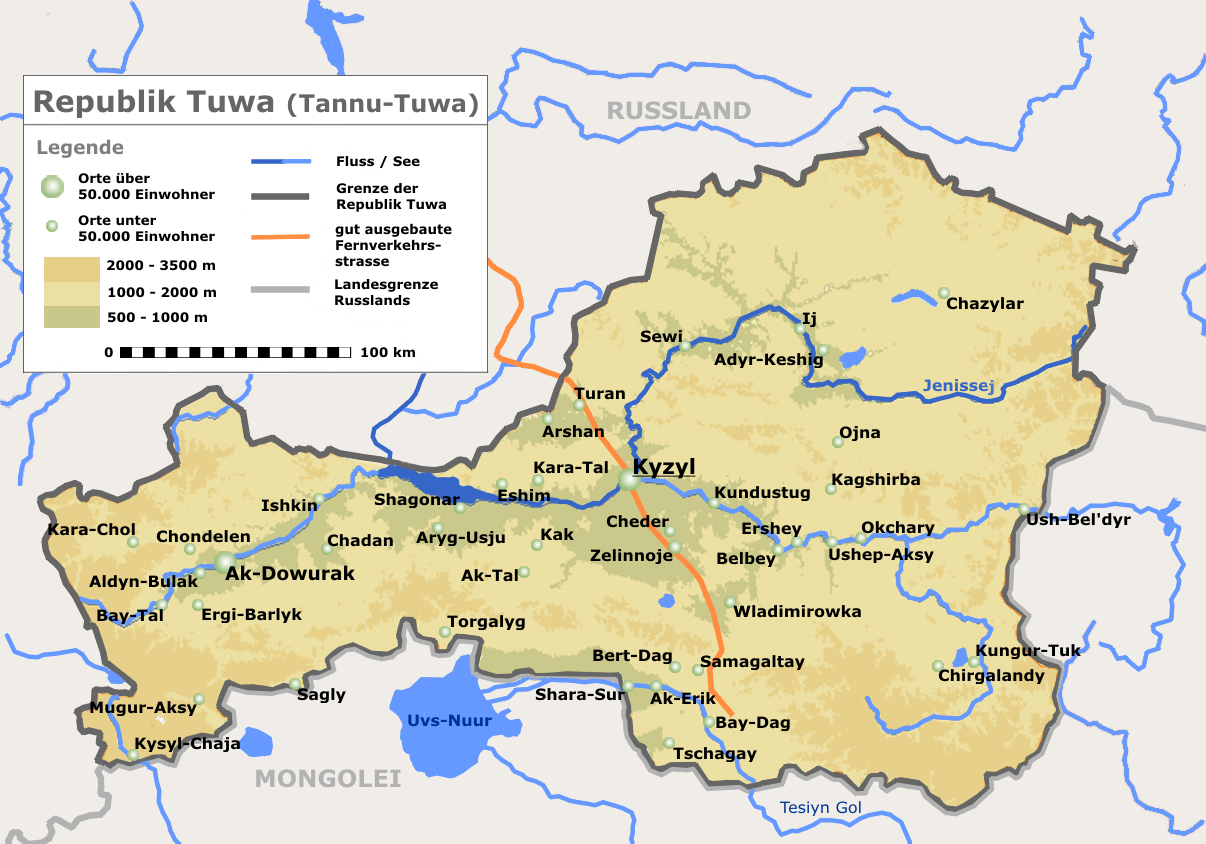
Republik Tuwa mit Arschan

Arschan (russisch Аржан, wiss. Transliteration Aržan, engl. Transkription Arzhan; offizieller Ortsname russisch und tuwinisch Аржаан, Arschaan) ist ein Dorf und bezeichnet die dortige, gleichnamige, ehemals skythische Begräbnisstätte für Fürsten in Zentralasien im Nordwesten der russischen Republik Tuwa (südlich der Region Krasnojarsk; nördlich der Mongolei), deren Geschichte durch diverse Ausgrabungen wieder ans Tageslicht kam.

## Geographische Lage
Bei der Region von Arschan handelt es sich um eine Hochebene, die unter dem Gesichtspunkt der Ausgrabungen auch unter Bezeichnungen wie „Tuwinisches Tal der Könige“ oder „Tal der Zaren“ bekannt ist. Sie wird als Teil der sibirischen Steppe vom Ujuk, einem rechten Nebenfluss des Großen Jenissei, durchflossen. Ihr Zentrum liegt 25 km westsüdwestlich der Kleinstadt Turan und rund 40 km nordwestlich von Kysyl an der Nordwestgrenze von Tuwa. Das Tal selbst ist in West-Ost-Richtung orientiert.
Das Dorf Arschaan ist Verwaltungssitz der Landgemeinde (tuwinisch Sumon) Arschaanskoje selskoje posselenije, zu der noch das acht Kilometer südwestlich gelegene kleinere Dorf Tschkalowka gehört. Die Gemeinde hat 835 Einwohner (14. Oktober 2010).

## Ausgrabungen
Regions- und kulturtypisch sind Kurgan-Hügelgräber und Gold-Funde sowie die Bestattung mitsamt Pferden. Die Zahl der dortigen Grabhügel geht in die Hunderte. Im Inneren eines solchen Hügels sind Konstruktionen aus Fichtenholz, die kreisförmig Kammern bilden, von denen es bei Hügel 1 (Arschan-Stufe) über 70 gab. Diese Hügel sind weiterhin als Besonderheit in mehreren parallelen Ketten angeordnet und mit Steinen abgedeckt. Die Ausgrabungen wurden nummeriert, so gibt es etwa Arschan 1 (> 100 m Durchmesser) oder Arschan 2.
Ausgräber von Arschan 1 war M. P. Grjasnow (in den 1970er Jahren), der dabei interessante Holzkonstruktionen freilegte und damit die skythische Kultur auf bis dahin kaum erforschte frühe Zeiträume des späten 9. und des beginnenden 8. Jahrhunderts v. Chr. offenlegte. Querverbindungen zu Funden aus der späten Bronzezeit in Westsibirien und der nördlichen pontischen Steppen konnten von ihm erfolgreich hergestellt werden. Der Hügel war, wie sich herausstellte, bereits in früheren Zeiten geplündert worden – in der zentralen Grabkammer fanden sich nur noch Reste.
Weitere Ausgrabungen fanden 1997 (Kurgan Arschan-Tarlag, im Westen) und 1998–2003 (Arschan 2, der Aldy-Bel-Kultur zugehörig) durch das Deutsche Archäologische Institut statt. Dabei wurde die zweite Stelle zunächst durch das Bayerische Landesamt für Denkmalpflege in München geomagnetisch vermessen, dann 2000 teilweise und bis 2003 vollständig freigelegt. Von Arschan 2 wird berichtet, dass es zwar schon früher Versuche gegeben haben muss, das Grab zu öffnen, die aber wohl abgebrochen wurden, so dass die Grabkammer unversehrt blieb. Bemerkenswert ist, dass die russischen Forscher, welche die Grabungsfunde an ihrem vorläufigen Aufbewahrungsort, der Eremitage (Sankt Petersburg), auswerten, davon ausgehen, dass die künstlerischen Arbeiten den bekannteren griechischen Kunstobjekten vorausgehen. Dem Ruf der Skythen, sie seien ausschließlich eine wilde Horde von Steppen-Nomaden gewesen, hat diese Erkenntnis deutlich widersprochen. Der Goldschatz befindet sich seit September 2008 im Nationalmuseum von Tuwa in Kyzyl.
Ein weiterer skythischer Fund wurde im Sommer 2006 in der Mongolei gemacht. Dieser Vorgang wurde durch das ZDF im Rahmen der Reihe Schliemanns Erben dokumentiert. Gefunden wurde die im Eis des Permafrosts konservierte Mumie eines skythischen Reiterkriegers, der unter anderem einen prächtigen Pelzmantel und vergoldeten Kopfschmuck bei sich hatte.
Im Sommer 2011 begannen Rettungsgrabungen in archäologischen Stätten entlang der zukünftigen Trasse der Bahnstrecke Kysyl–Kuragino. Vorläufig hat der Bahnbau noch nicht begonnen, so dass jedes Jahr Exkursionen von Freiwilligen in das Gebiet stattfinden um die Ausgrabungsarbeiten zu unterstützen.
Seit 2017 wird ein weiterer Grosskurgan durch ein schweizerisch-russisches Team untersucht, der in die Arschan-Stufe datiert und über eine ähnliche Holzkonstruktion wie Arschan 1 verfügt.
Siehe auch: Gold der Skythen